# Radziemice (gromada)
Radziemice (od 31 XII 1961 Przemęczany) – dawna gromada, czyli najmniejsza jednostka podziału terytorialnego Polskiej Rzeczypospolitej Ludowej w latach 1954–1972.
Gromady, z gromadzkimi radami narodowymi (GRN) jako organami władzy najniższego stopnia na wsi, funkcjonowały od reformy reorganizującej administrację wiejską przeprowadzonej jesienią 1954 do momentu ich zniesienia z dniem 1 stycznia 1973, tym samym wypierając organizację gminną w latach 1954–1972.
Gromadę Radziemice z siedzibą GRN w Radziemicach utworzono – jako jedną z 8759 gromad na obszarze Polski – w powiecie miechowskim w woj. krakowskim, na mocy uchwały nr 24/IV/54 WRN w Krakowie z dnia 6 października 1954. W skład jednostki weszły obszary dotychczasowych gromad Radziemice, Przemęczany, Dodów i Błogocice (bez miejscowości Kąty) ze zniesionej gminy Łętkowice oraz przysiółek Wola Gruszowska z dotychczasowej gromady Gruszów ze zniesionej gminy Pałecznica w tymże powiecie. Dla gromady ustalono 11 członków gromadzkiej rady narodowej.
13 listopada 1954 (z mocą od 1 października 1954) gromada weszła w skład nowo utworzonego powiatu proszowickiego.
Gromadę Radziemice zniesiono 31 grudnia 1961 w związku z przeniesieniem siedziby GRN z Radziemic do Przemęczan i przemianowaniem jednostki na gromada Przemęczany.
Do funkcji administracyjnych Radziemice powróciły z dniem 1 stycznia 1973, kiedy to utworzono gminę Radziemice.